# 5203-as mellékút (Magyarország)
Az 5203-as mellékút egy hazai viszonyok között meglehetősen hosszú, közel 56,5 kilométeres hosszúságú, négy számjegyű mellékút Pest vármegye és Bács-Kiskun vármegye területén; Budapest dél-pesti agglomerációjától – Kiskunlacházától – egészen Izsák központjáig húzódik.

## Nyomvonala
Az 51-es főútból ágazik ki, annak a 39+150-es kilométerszelvénye táján, Kiskunlacháza központjában, délkelet felé; Rákóczi út néven húzódik a belterület széléig, amit körülbelül 1,8 kilométer után ér el. Folytatása a Vasút utca nevet viseli, majdnem pontosan a harmadik kilométeréig, ahol szintben keresztezi a Budapest–Kelebia-vasútvonal vágányait; pár lépéssel a sínek keresztezése előtt még kiágazik belőle északi irányban az 52 303-as számú mellékút, Kiskunlacháza vasútállomás kiszolgálására. 3,3 kilométer után egy élesebb iránytöréssel délnek fordul, ugyanott beletorkollik északkelet felől az 5204-es út, mely Bugyi központjától vezet idáig.
9,6 kilométer után szeli át a következő község, Apaj határát, a 11. és 12. kilométerei közt halad végig a település belterületén, Budai út néven, s közben a központban beletorkollik nyugat felől, Dömsöd irányából az 51-es főúttól idáig vezető 52 305-ös számú mellékút. Apaj utolsó házait elhagyva az út csaknem nyolc kilométer hosszan a Kiskunsági Nemzeti Park Felső-kiskunsági-puszta nevű részegységének nyugati határvonalát képezi, közben, a 17. kilométere közelében átlép Kunszentmiklós területére.
Kunszentmiklós első házait 20,5 kilométer után éri el, ott egy darabig a Vásár tér, később a Damjanich János utca nevet viseli. A kisváros központjában találkozik az Örkénytől Tassig vezető 5205-ös úttal, mintegy 200 méternyi hosszban közös szakaszon húzódnak – kilométer-számozás tekintetében egymással ellentétes irányban –, majd ahol újból szétválnak, ott csatlakozik hozzájuk a Lajosmizse központjából idáig elnyúló 5211-es út is. A központot elhagyva déli irányban folytatódik, Kossuth Lajos út néven, így is lép ki a városból, mintegy 24,2 kilométer után. Következő, bő négy kilométere szakaszán újból a nemzeti park határvonalát kíséri, sőt Bösztörpuszta térségében, közel ugyanilyen hosszú szakaszon annak határai között húzódik. A 34. kilométerét elhagyva kiágazik belőle nyugati irányban az 52 314-es számú mellékút, Bösztör vasútállomás kiszolgálására. Már a 35+800-as kilométerszelvényénél jár, amikor elhagyja Kunszentmiklóst, átlépve Szabadszállás határát.
Szabadszállás északi külterületei között újból délkeleti irányt követ, majd miután a 39. kilométerét elhagyva eléri a lakott terület szélét, kicsit újból délebbi irányt vesz. A település északi felében a Honvéd út nevet viseli, majd a központban, amit bő 42 kilométer után ér el, alig száz méternyi különbséggel két elágazása is van: előbb az 5214-es út torkollik bele kelet felől, Kerekegyháza irányából, majd az 5213-as út ágazik ki belőle nyugatnak, Szalkszentmárton központja felé. Innét a József Attila utca nevet viseli, majd egy újabb elágazásnál – ahol az 5217-es út lép ki belőle déli irányban, Fülöpszállás-Soltszentimre-Kaskantyú felé – keletnek fordul és a Petőfi Sándor út nevet veszi fel. Körülbelül 43,6 kilométer után éri el Szabadszállás lakott területének délkeleti szélét.
48,2 kilométer után átlépi Fülöpszállás határszélét, de lakott területeket ott nemigen érint, csak Kurjantó településrész mellett halad el, ahova majdnem pontosan a 49. kilométerénél ágazik ki északkeleti irányban egy alsóbbrendű önkormányzati út. A 49+250-es kilométerszelvényénél keresztezi az 52-es főutat, kevéssel annak a 31. kilométere előtt, majd néhány lépéssel arrébb egy elágazása is következik: ott a település központjába vezető 5304-es út lép ki belőle, délnyugati irányban.
Röviddel ezután átlép Izsák területére, az 50. és 51. kilométerei között végighalad Kisizsák településrészen, a Reviczky utca nevet viselve, majd néptelen külterületek közt folytatódik. 54,6 kilométer után éri el a belterület északi szélét, keresztezi a Fülöpszállás–Kecskemét-vasútvonalat, majd kiágazik belőle nyugat felé az 53 304-es számú mellékút, a már bezárt Izsák vasútállomás irányába. A lakott területen a Kossuth Lajos út, utolsó szakaszán pedig a Szabadság tér nevet viseli, így ér véget, beletorkollva az 5301-es útba, annak a 19+250-es kilométerszelvénye közelében.
Teljes hossza, az országos közutak térképes nyilvántartását szolgáló kira.gov.hu adatbázisa szerint 56,498 kilométer.

## Története
1934-ben a kereskedelem- és közlekedésügyi miniszter 70 846/1934. számú rendelete a Kunszentmiklóstól a mai 52-es főút keresztezéséig húzódó szakaszát harmadrendű főúttá nyilvánította, 503-as útszámozással, ugyanakkor az Izsákig továbbvezető szakasza a már akkor is 52-es számozást viselő főút része lett.
Egy aránylag rövid, 722 méteres szakaszát (a 11+145 és a 11+867 kilométerszelvények között) 2019 második felében újították fel, a Magyar Falu Program útjavítási pályázatának I. ütemében, Apaj település területén.

## Települések az út mentén
- Kiskunlacháza
- Apaj
- Kunszentmiklós
- Szabadszállás
- (Fülöpszállás)
- Izsák